# Graham Bonnet
Graham Bonnet (Skegness, 23 dicembre 1947) è un cantante heavy metal britannico. È noto per la sua militanza nelle band Rainbow, M.S.G., Alcatrazz, Impellitteri e Blackthorne.

## Biografia
Già attivo negli anni sessanta, fonda insieme a Trevor Gordon il duo "The Marbles". I due incidono vari dischi e un singolo, "Only One Woman", che nel 1968 arriva al quinto posto nelle classifiche inglesi.
Negli anni settanta alterna la carriera solista a vari progetti discografici, e nel 1978 Ritchie Blackmore lo chiama nei Rainbow per sostituire Ronnie James Dio. Il sodalizio con Blackmore dura poco più di un anno, giusto il tempo di registrare Down to Earth.
L'anno dopo riprende la carriera solista accompagnato da musicisti di fama mondiale, per interromperla nuovamente nel 1982, quando entra a far parte del M.S.G., band con la quale registra Assault Attack nello stesso anno.
Nel 1983 fonda gli Alcatrazz, in cui militeranno giovanissimi, in periodi diversi, Yngwie Malmsteen e Steve Vai. Gli Alcatrazz sono attivi fino al 1986, poi Bonnet è negli Impellitteri e, successivamente, nei Blackthorne con Bob Kulick, Seguiranno, poi, numerose collaborazioni con altri artisti e la rifondazione degli Alcatrazz e il rientro nel gruppo di Michael Schenker.

## Discografia

### Solista
- 1977 – Graham Bonnet
- 1978 – No Bad Habits
- 1979 – Can't Complain
- 1981 – Line-Up
- 1983 – Arrested
- 1991 – Here Comes the Night
- 1997 – Underground
- 1999 – The Day I Went Mad

### Con i Rainbow

#### Album in studio
- 1979 – Down to Earth

#### Album dal vivo
- 1986 – Finyl Vinyl
- 2016 – Monsters of Rock-Live at Donington 1980

#### Raccolte
- 1981 – The Best of Rainbow
- 1997 – The Very Best of Rainbow
- 2000 – 20th Century Masters - The Millennium Collection: The Best of Rainbow
- 2002 – Pots of Gold
- 2002 – All Night Long: An Introduction
- 2003 – Catch the Rainbow: The Anthology

### Con il M.S.G.

#### Album in studio
- 1982 – Assault Attack

#### Album dal vivo
- 2006 – Tales of Rock'n'Roll

#### Raccolte
- 1994 – Armed and Ready

### Con gli Alcatrazz

#### Album in studio
- 1983 – No Parole from Rock N' Roll
- 1985 – Disturbing the Peace
- 1986 – Dangerous Games

#### Album dal vivo
- 1984 – Live Sentence

#### Raccolte
- 1996 – The Best of Alcatrazz

### Con gli Impellitteri
- 1989 – Stand in Line
- 2002 – System X

### Con i Blackthorne

#### Album in studio
- 1993 – Afterlife

#### Album dal vivo
- 2016 – Don't Kill the Thrill (1992-3-4)

### Partecipazioni
- 1976 – Ed Welch and Spike Milligan – The Snow Goose
- 1987 – Pretty Maids – Future World
- 1990 – Forcefield – IV – Let The Wild Run Free
- 2001 – Anthem – Heavy Metal Anthem
- 2004 – Elektric Zoo (Dario Mollo) – Elektric Zoo
- 2006 – Moonstone Project (Matt Filippini) – Time To Take A Stand
- 2006 – Taz Taylor Band – Welcome to America